# NGC 2205
NGC 2205 (другие обозначения — ESO 86-63, AM 0610-623, PGC 18551) — линзовидная либо эллиптическая галактика в созвездии Живописца. Открыта Джоном Гершелем в 1836 году. В 2019 году в галактике наблюдалась сверхновая типа Ia.
Этот объект входит в число перечисленных в оригинальной редакции «Нового общего каталога».